# Jan Kryštof z Bartensteina
Jan Kryštof z Bartensteina (23. října 1689 Štrasburk – 6. srpna 1767 Vídeň) byl státníkem a diplomatem ve službě habsburské monarchie. Získal pro svou rodinu šlechtický titul svobodných Pánů z Bartensteina.

## Život

### Původ
Jan Kryštof z Bartensteina pocházel ze starého německého rodu z Durynska a Dolního Saska a vyrůstal ve Štrasburku. Jeho rodina získala šlechtický titul již roku 1620. Jeho otcem byl Jan Filip Bartenstein (1650–1726) a byl profesorem filozofie a ředitelem gymnázia ve Štrasburku. Jeho matka Alžběta Artopäus pocházela ze štrasburské učenecké rodiny.

### Rodina
V roce 1725 si vzal za ženu Marií Kordulu Holler von Doblhoff. Narodili se jim synové Josef Filip Kryštof z Bartensteina (1726–1804) a Kryštof Innocenz z Bartensteina. V roce 1739 zakoupil od olomouckého biskupa panství Jindřichov ve Slezsku, které jejich rodina vlastnila až do roku 1866, kdy vymřela jedna z větví rodu po meči. V roce 1757 nechala před zámkem v Jindřichově jeho manželka Kordula zbudovat kolem morového sloupu sousoší Pany Marie.

### Studium a první kontakty
Mladý Jan Kryštof z Bartensteina studoval jazyky, historii a právo ve Štrasburku. V roce 1709 dokončil studium historie s prací o válce Mořice Saského proti Karlovi V (" Prince vzpoura "), jeho právní studie v roce 1711 s prací na dědění dědictví .
Jako devatenáctiletý cestoval do Paříže, kde přišel do styku s benediktiny, poté se přestěhoval do Vídně. Tam se setkal s říšským dvorním radou Gottfriedem Wilhelmem Leibnizem, který ho podpořil a poradil mu, aby svou kariéru spojil se státní správou .

### Kariéra ve Vídni

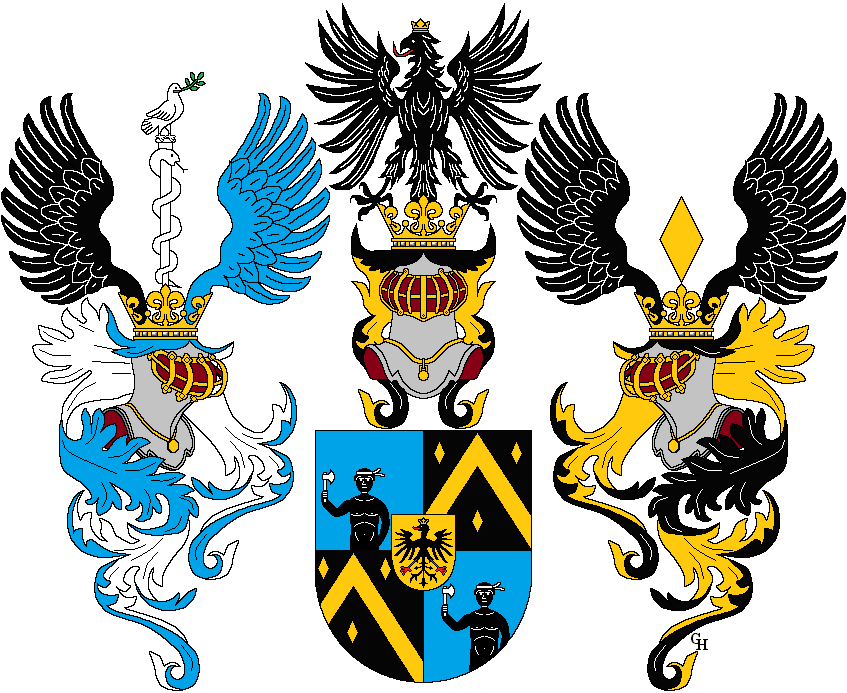
Znak Jana Kryštofa z Bartensteinu jako barona v letech 1732 a 1733

V roce 1715 konvertoval jako křtěný protestant ke katolické víře a hledal kariéru v rakouských státních službách. Již v roce 1719 byl povýšen do rytířského stavu a v letech 1720 a 1730 udělal velkou kariéru u habsburského císařského dvora.
Nejprve byl sekretářem, následně byl tajemník tajné konference a nejvyšší vládní autorita ve Vídni a nejbližší důvěrník a poradce císaře Karla VI. V roce 1733 obdržel povýšení do šlechtického stavu jako titul říšský svobodný pán. Vstoupil do tajné rady a stal se vicekancléřem v rakouském státním kancléřství. Po smrti Karla VI.v roce 1740 zůstal spojen s jeho dcerou a nástupkyní Marií Terezií a po léta formoval habsburskou domácí i zahraniční politiku . V roce 1744 mu byl šlechtický titul svobodný pán přiznán i pro rakouské a české země.

V roce 1753 byl nahrazen Václavem Antonínem z Kounic a Rietbergu jako vedoucí zahraničních záležitostí a byl již aktivní jen v domácí politice. Následně se stal ředitelem archivu tajného domu a napsal učebnice pro korunního prince Josefa II.

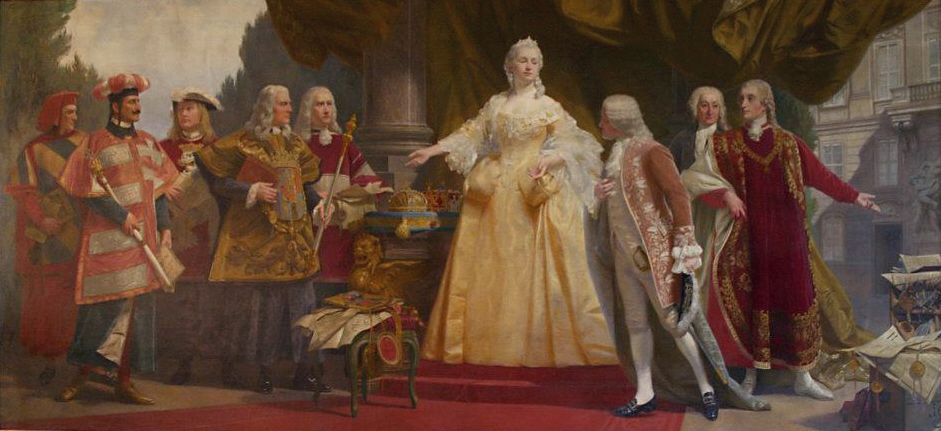
Vídeň 1749 založení archivu, Marie Terezie, vlevo jsou ohlašovatele jednotlivých zemí Rakouska, Čech, Maďarska, Burgundska, vpravo Taulov von Rosenthal, Jan Kryštof z Bartensteina, kníže Václav Antonín z Kounic a Rietbergu

### Posmrtný život
Po jeho smrti v roce 1767 opustili jeho potomci rozsáhlé pozemky v Dolním Rakousku a Slezsku. Jeho vnuk Kryštof Jan Babpist svobodný pán z Bartensteina získal panství Poysbrunn a nechal ve Falkensteinu zbudovat hrobku rodu Bartensteinů.

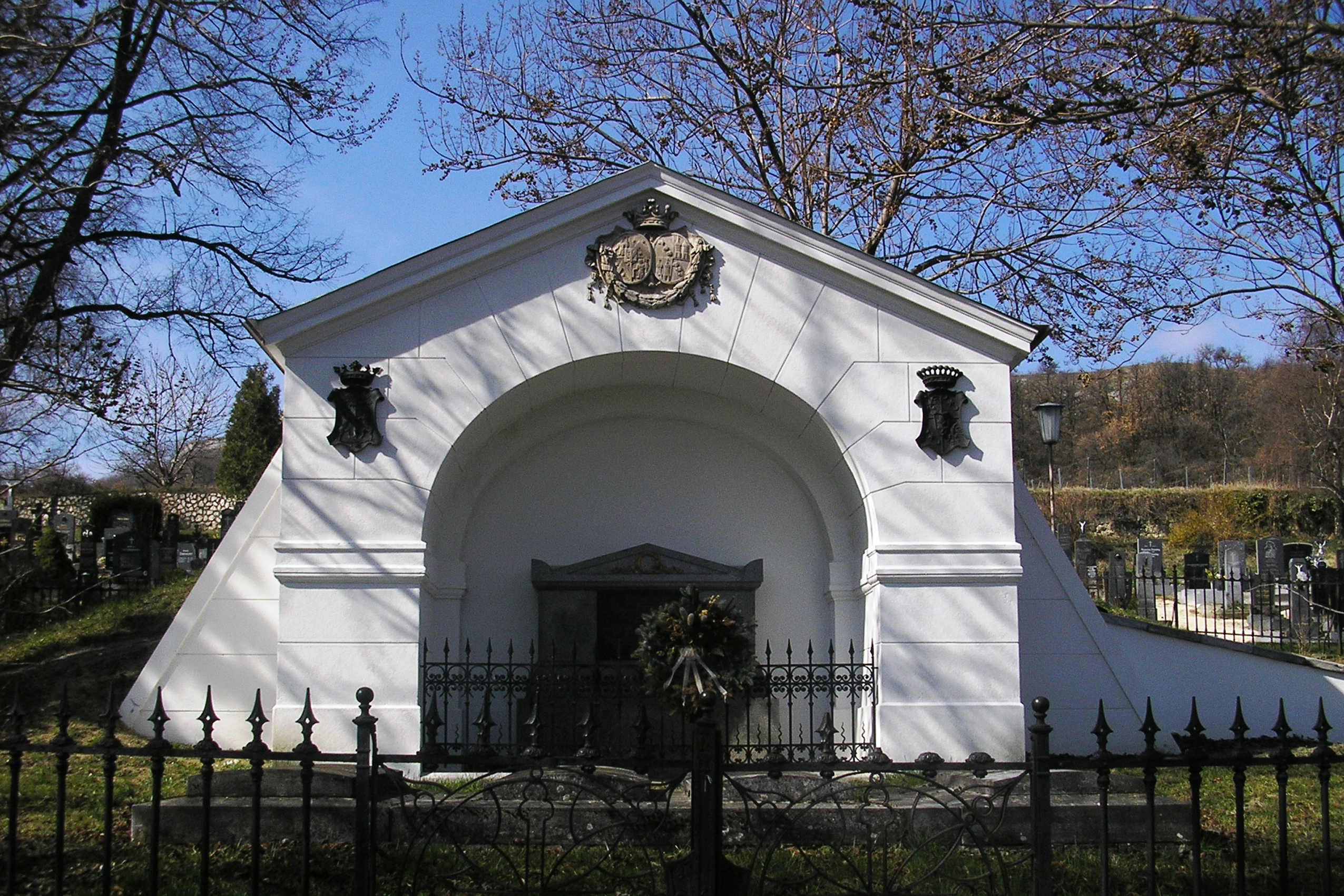
hrobka svobodných pánu z Bartensteina a hrabat Vrits z Falkešteinu
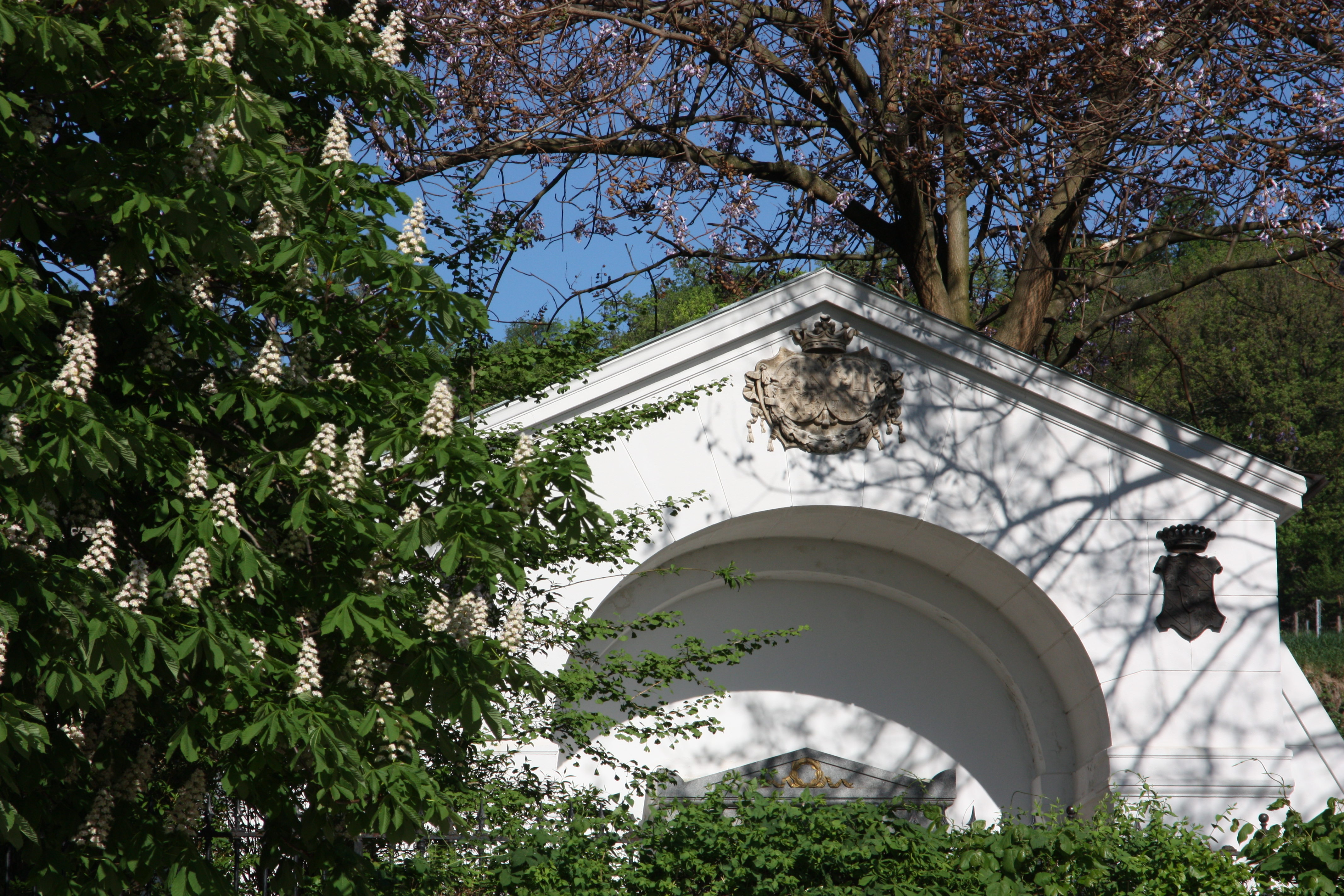
detail hrobky

Ve Vídni je od roku 1873 po něm pojmenována ulice: Bartensteingasse v blízkosti parlamentu. 

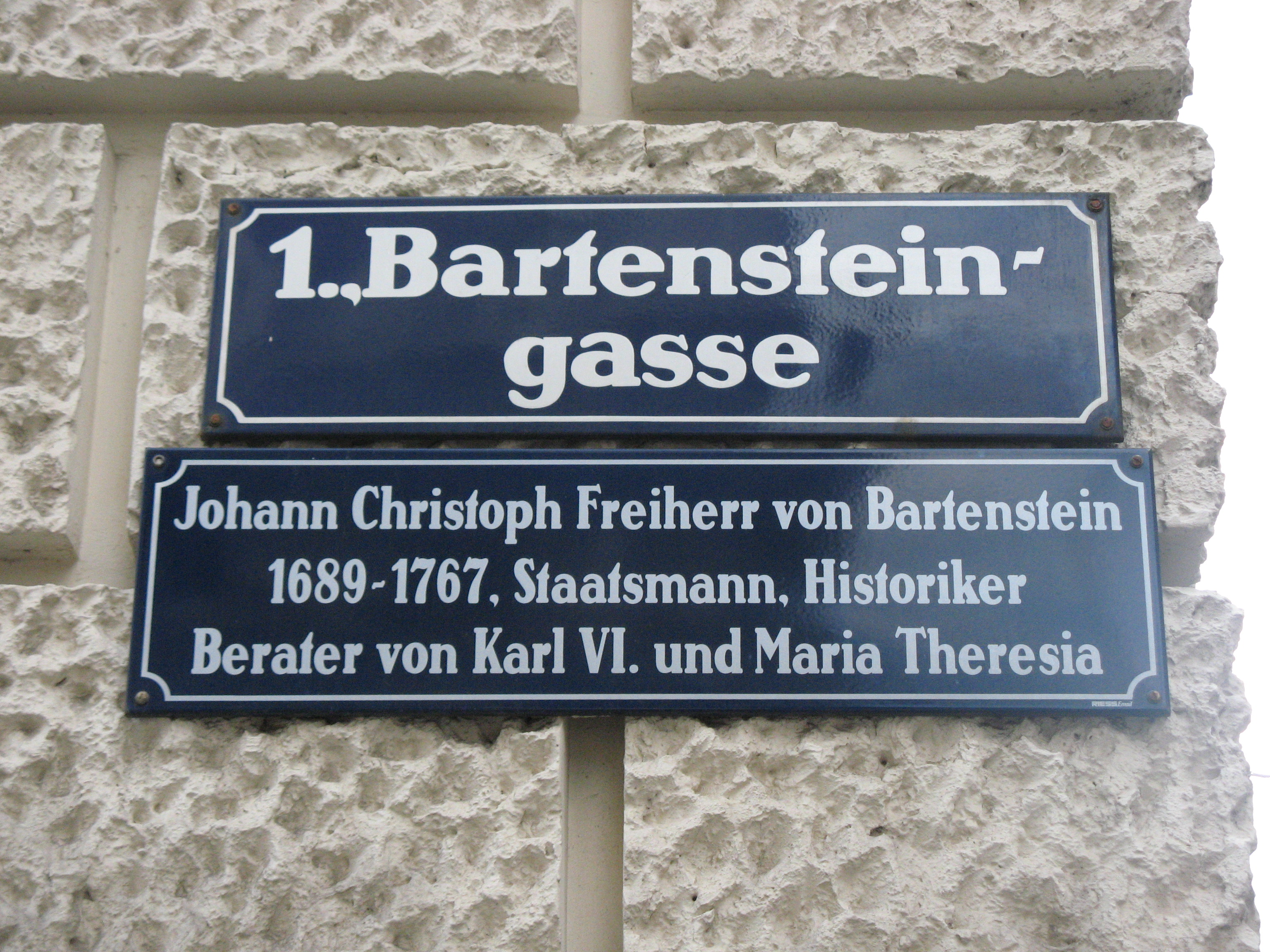
Bartensteingasse

## Politik a diplomat

### Diplomatické úspěchy a porážky

#### Pragmatická sankce
Jan Kryštof z Bartensteina Byl ve svém době považován za jednu z nejvlivnějších osobností a nejjasnějších myslí na vídeňském dvoře. Jako kvalifikovaný diplomatický mistr byl nápomocen v politickém prosazování Karla VI. V roce 1713 byla vydána pragmatická sankce.Toto vyhlášení mělo za cíl zajištění nedělení vlastnictví Habsburků v ženské linii rodu. V roce 1723 ji přijalo i Maďarsko. Pragmatická sankce byla ratifikována v roce 1731 Anglií.

#### Dohazovač
Po nástupu Marie Terezie na trůn posílil jeho vliv na nejistou mladou arcivévodkyni a královnu Českého království a Maďarska oproti služebně starším ministrům u dvora. Velmi úspěšný byl ve vyjednávání manželství Marie Terezie s Františkem Štěpánem Lotrinským. Je mu také přičítáno, že zabránil manželství vladařky s nenáviděným následníkem španělského trůnu Karlem. Zasloužil se o výměnu díky, které František Štěpán postoupil své Lotrinské vévodství Francii za Toskánsko.Díky jeho snaze a úsilí byl František Josef zvolen císařem Svaté říše římské. Tento diplomatický úspěch mu zajistil celoživotní loajalitu císařovny a královny Marie Terezie a je považován za největší úspěch jeho kariéry.

#### Bělehradský mír
Jan Kryštof z Bartensteinu byl méně úspěšný v jiných zahraničních politických rozhodnutích, jeho prosazení obnoveného vstupu Rakouska do války na straně Ruska v roce 1737 proti Turkům vedla k porážce a podepsání v míru Bělehradě v roce 1739.

#### Rakouská válka o nástupnictví a Slezské války
Nejdůležitějšími roky v životě Jana Kryštofa z Bartensteina v politické činnosti jsou pravděpodobně první léta panování Marie Terezie, kdy Habsburská monarchie přijala jak pruskou invazi do Slezska (Slezské války). Rakousko bylo nuceno bojovat o rakouské dědictví s Bavorskem a Saskem s podporou Francie(Rakouské války o nástupnictví), které je se dostalo do existenční krize. Jan Kryštof z Bartensteinu podporoval nezkušenou královnu,která odmítala jakýkoliv územní postoupení a přísně a trvala na nedělitelnosti svých zemích.
Byl královniným zahraničním konzultantem. Její jménem byl zřejmě nejvýznamnějším politickým novinářem Hofburgu během první a druhé slezské války, který představoval politické a právní postavení Habsburků v mnoha oficiálních pamfletech nad zahraničními reprezentace byly distribuovány v mnoha tisících kopií .

### Poslední roky v domácí politice
Z vlivu na formování zahraniční politiky byl později nahrazen Václavem Antonínem z Kounic. Maria Terezie mu svěřila vnitřní správu svých zemí a rozvoj nového celního tarifu. Vedl rakouskou zdravotnickou službu a byl jmenován členem dvorní delegace, který reguloval záležitosti obyvatelstva přistěhovalců ze Srbska. V poslední době se stal vedoucím tajného soukromého archivu, který byl založen v roce 1749, a napsal historickou učebnici pro mladého dědice trůnu Josefa: ručně psaných čtrnácti svazků textu a šesti svazků doplňků od Karla Velikého k Rudolfu II.

### Závěr
V diplomatických kruzích byl Jan Kryštof z Bartensteina dobře známý pro svou vysokou politickou erudici, ostrý jazyk a arogantní chování. Marii Terezii v každém případě soudila, že byl "velkým státníkem" a zdůrazňovala " že samá vděčí za zachování této monarchie." Bez něj by všechno šlo na zem.“ Jako diplomat byl vždy loajální Rakousku a hrál rozhodující roli v nové identitě habsburského mnohonárodního státu jako sebejistá hegemoniální moc .

### Film
Politický osud Jan Kryštofa z Bartensteinu u jeho vrcholu je představen v roce 1981 ve filmu: Jak měsíc přes oheň a krev.